# 比耶 (科多尔省)
比耶（法語：Billey，法語發音：[bijɛ]）是法国科多尔省的一个市镇，属于第戎区。

## 地理
比耶（47°8'42"N, 5°25'55"E）面积3.83 平方千米，位于法国勃艮第-弗朗什-孔泰大區科多尔省，该省份为法国中东部省份，北起奥布省，西接涅夫勒省和约讷省，南至索恩-卢瓦尔省，东南接汝拉省，东临上索恩省，东北部与上马恩省接壤。
与比耶接壤的市镇（或旧市镇、城区）包括：欧克索讷、维莱罗坦、弗拉热莱索克索讷、比亚尔讷、桑庞。

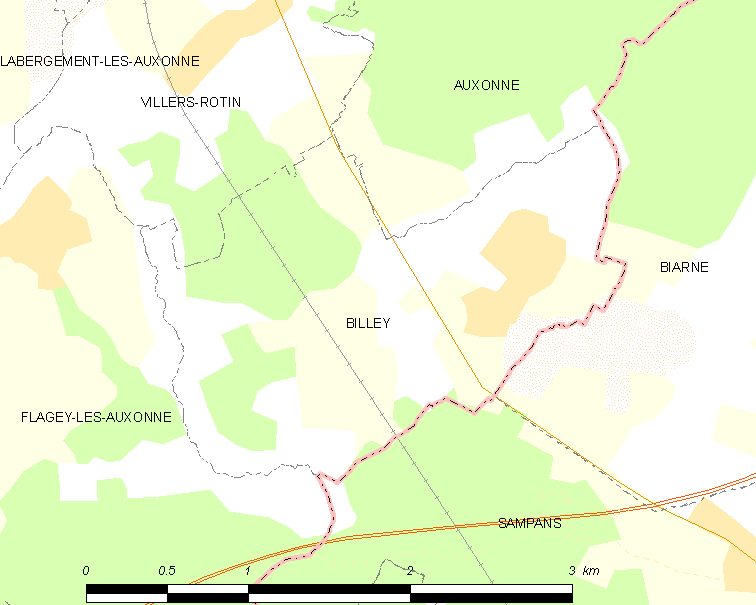
的OSM定位图

比耶的时区为UTC+01:00、UTC+02:00（夏令时）。

## 行政
比耶的邮政编码为21130，INSEE市镇编码为21074。

## 政治
比耶所属的省级选区为欧克索讷县。

## 人口

1962-2008年间人口变化图示

比耶于2022年1月1日时的人口数量为248人。